# Durchimitierte Motette
Die durchimitierte Motette ist eine Form der Motette des 16. Jahrhunderts und gilt als Höhepunkt der Motettenentwicklung der franko-flämischen Musik.
Bei der durchimitierten Motette entfällt der Cantus firmus, so dass alle Stimmen sich in gleichem Maße am motivischen Material beteiligen. Dieses motivische Material, das Soggetto, wird in jedem Abschnitt neu erfunden und muss von jeder der beteiligten Stimmen imitiert werden. Die durchimitierte Motette wurde rein vokal (a cappella) ausgeführt, zum Teil spielten Instrumente die Vokalstimmen mit. Bekannte Komponisten der durchimitierten Motette sind Orlando di Lasso und Giovanni Pierluigi da Palestrina. Dabei sei allerdings gesagt, dass di Lassos Stil zweifellos im imitativen Kontrapunkt wurzelt, die strikte Durchimitation wandte er aber nur selten konsequent an. Bezeichnend für Lassos Stil ist viel mehr ein „Kontrastil“, wobei die Textur von Abschnitt zu Abschnitt im Dienst des Textes wechselt. Die Ausarbeitung der Komposition erfolgt dann in Form von strenger Durchimitation, über teilweise Imitation, bloße rhythmische Imitation, Homophonie, strikte Homorhythmie et cetera.